# Seniorat (renta emisyjna)
Seniorat (senioraż, renta emisyjna, renta mennicza) – dochód z tytułu emisji pieniądza przez bank centralny, który posiada monopol na produkcję środków pieniężnych.

## Seniorat zwykły
W czasach produkcji pieniądza opartego na kruszcu, seniorat był różnicą między ceną monet oferowanych przez mennicę (będącą zwykle pod nadzorem władcy) a wartością kruszcu w tych monetach. Seniorat taki po odjęciu kosztów funkcjonowania mennicy był dochodem władcy.
W czasach współczesnych seniorat jest źródłem przychodów publicznych (zwłaszcza w okresie wysokiej inflacji) i finansuje deficyt budżetowy w sposób bezpośredni lub pośrednio przez inwestycje na rynku pieniężnym. Finansowanie bezpośrednie oznacza, że Ministerstwo Finansów wystawia czek na bank centralny, zaciągając bezpośrednio pożyczkę i kreując tym samym bazę monetarną. Taki sam efekt uzyskuje się, kiedy bank centralny kupuje krótkoterminowe weksle skarbowe.

## Seniorat monetarny
Seniorat monetarny najprościej może być opisany równaniem:
sM  = M/P, gdzie M to podaż pieniądza, a P – poziom cen
Poszerzone pojęcie senioratu (Neumann, 1996) obejmuje seniorat monetarny oraz dochody banku z oprocentowania aktywów poza długiem rządowym (przy założeniu, że polityka fiskalna odpowiedzialna jest za ustalanie poziomu i obsługę długu oprocentowanego sektora rządowego, natomiast polityka monetarna ustala wielkość długu nieoprocentowanego i wielkość aktywów sektora rządowego).

Dochody z senioratu mogą być użyte na finansowanie bieżących wydatków rządu i banku centralnego, bądź na akumulację aktywów sektora rządowego (jeśli bank centralny wykorzystuje swoje dochody do zmniejszenia zadłużenia rządu wobec sektora prywatnego i zagranicy).
W latach 1948–1980 dochody z senioratu stanowiły średnio ok. 1% PKB w krajach rozwiniętych i o niskiej inflacji,  ok. 2% PKB w krajach europejskich o wyższej inflacji (Grecja i Portugalia), od 2% do 3% PKB w krajach rozwijających się, powyżej 5% w Argentynie, Chile i Urugwaju (King i Plosser).